# Race Bank
Race Bank är en sandbank i Storbritannien. Den ligger i Nordsjön 27 km norr om Norfolks kust och 200 km norr om huvudstaden London. 
På sandbanken finns en vindkraftpark, Race Bank Offshore Wind Farm. Den togs i fullt bruk den 1 februari 2018.